# Junior Eurovision Song Contest 2006

Deltagande länder
Länder som deltog tidigare år men inte 2006

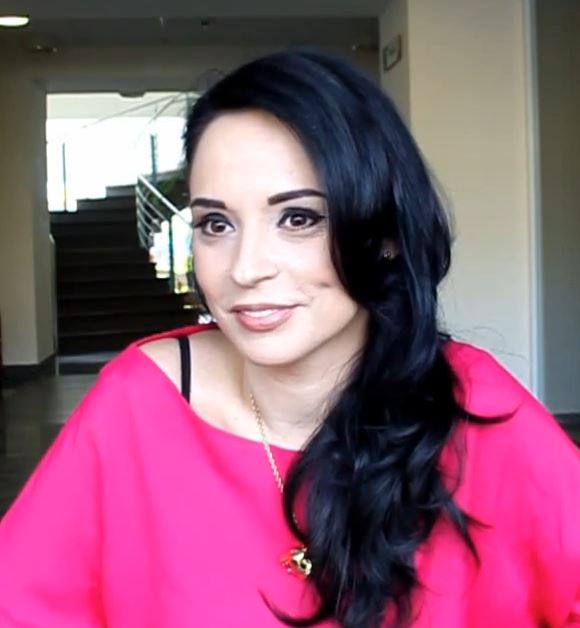
Andreea Marin Bănică var en av två programledare för 2006 års tävling.

Junior Eurovision Song Contest 2006 var den fjärde upplagan av Junior Eurovision Song Contest, och ägde rum den 2 december 2006 i Bukarest, Rumänien, med Andreea Marin Bănică och Ioana Ivan som programledare. Detta är hittills enda gången en av programledarna - Ioana Ivan - varit lika gammal som de tävlande artisterna. Tävlingen vanns av Tolmachevy Twins för Ryssland med "Vesenniy Jazz" (Vårjazz), medan andra och tredje plats gick till Vitryssland och Sverige.

## Arrangemanget

### Värdlandet
TVR, Rumäniens nationella tevebolag, tilldelades rätten att stå värd för den fjärde upplagan av Junior Eurovision Song Contest. Därmed vann man över nederländska AVRO, och kroatiska HRT som också visade intresse för att arrangera tävlingen. För andra gången i tävlingens historia arrangerades tävlingen i det aktuella värdlandets huvudstad, senast detta skedde var i Köpenhamn 2003.

### Plats
Bukarest (på rumänska: București [bu.ku'reʃtʲ]) är Rumäniens huvudstad samt landets industriella, kulturella och ekonomiska centrum. Staden ligger i sydöstra Rumänien vid floden Dâmbovița och hade 1 883 425 invånare enligt folkräkningen oktober 2011 på en yta av 228 kvadratkilometer.
Polyvalent Hall, eller Sala Polivalentă, är en sport- och evenemangsarena i Bukarest, Rumänien. Kapaciteten varier något beroende på vad arenan används till, cirka 12 000 åskådare ryms vid konserter. Något mindre kapacitet har arenan vid sportsevenemang såsom tennis, gymnastik, dans, handboll, volleyboll, basket, tyngdlyftning, olika kampsporter och wrestling. Arenan invigdes redan 1974 men har sedan dess renoverats.

## Deltagande länder
Ursprungligen skulle 16 länder medverkat i tävlingen, men ett ospecificerat land drog sig ur tävlingen i sista stund. I slutändan ställde 15 länder upp i tävlingen om att vinna, vilket då var det lägsta antalet deltagande länder genom åren.
Franskspråkiga RTBF lämnade systerkanalen VRT och valde att inte representera Belgien då man menade att detta inte låg i deras intresse ekonomiskt. RTBFs tittarsiffror 2005 var låga, och detta kan också ha spelat en roll om beslutet. Belgien var fortfarande representerade i tävlingen genom VRT.
Kroatiska HRT meddelade att 2006 skulle bli deras sista tävlingsår då man annars skulle bli tilldelade en nota eftersom man valt att inte visa detta års tävling live på en nationellt tillgänglig tevekanal. Tidigare var tävlande tevebolag tvungna att visa tävlingen live på en tevekanal som är tillgänglig för majoriteten av landets befolkning. Denna regel skrotades dock 2007. Kroatien deltog mycket riktigt inte 2007, utan återkom inte förrän 2014.
Danska DR, norska NRK och svenska SVT gav upp tävlingen detta år. Detta bland annat på grund av att man ansåg att tävlingsformatet satte för mycket press på de tävlande barnen. Istället arrangerades en gemensam musiktävling enbart i Skandinavien, MGP Nordic. Sverige ställde dock upp i Junior Eurovision Song Contest trots allt, detta skedde genom TV4.
Storbritanniens ITV hoppade även dem av tävlingen då det statliga tevebolaget BBC satte stopp för att ITV skulle få arrangera tävlingen 2006, något de fått förfrågan om från EBU och tackat ja till. Dessutom hade man drabbats av låga tittarsiffror sedan starten vilket också har spelat sin roll om varför landet valde att hoppa av tävlingen.
Lettland fanns inte heller representerade 2006 då LTV drabbades av finansiella svårigheter.
Den tidigare landskonstellationen Serbien och Montenegro delades upp tidigare under 2006 då Montenegro röstade för att lämna federationen, därför omöjliggjordes ett deltagande från Serbien och Montenegros sida. Serbiska RTS medverkade i tävlingen för enbart Serbien, medan det montenegrinska tevebolaget RTCG, som tävlade ihop med RTS 2005, avböjde medverkan.
Återigen visade Monaco intresse över att deltaga i tävlingen, så blev dock inte fallet. Däremot debuterade både Portugal och Ukraina utöver Serbien. Av dessa var det bara Serbien som lyckades med ett någorlunda bra slutresultat.
Tävlingen visades live i samtliga tävlande länder, och även i Andorra och Bosnien och Hercegovina. I Australien visade SBS tävlingen den 1 januari 2007.
För första gången i tävlingens historia öppnade inte det grekiska bidraget tävlingen, detta gjordes istället av debutanten Portugal medan vinnaren Ryssland avslutade showen.

## Resultat
| Nr | Land          | Artist                                | Bidrag                                        | Språk        | Plac. | Poäng |
| -- | ------------- | ------------------------------------- | --------------------------------------------- | ------------ | ----- | ----- |
| 01 | Portugal      | Pedro Madeira                         | "Deixa-me sentir"                             | portugisiska | 14    | 22    |
| 02 | Cypern        | Luis Panagiotou & Christina Christofi | "Agoria koritsia" (Αγόρια κορίτσια)           | grekiska     | 8     | 58    |
| 03 | Nederländerna | Kimberly                              | "Goed"                                        | nederländska | 12    | 44    |
| 04 | Rumänien      | New Star Music                        | "Povestea mea"                                | rumänska     | 6     | 80    |
| 05 | Ukraina       | Nazar Slyusarchuk                     | "Khlopchyk Rock 'n' Roll" (Хлопчик рок н рол) | ukrainska    | 9     | 58    |
| 06 | Spanien       | Dani Fernández                        | "Te doy mi voz"                               | spanska      | 4     | 90    |
| 07 | Serbien       | Neustrašivi učitelji stranih jezika   | "Učimo strane jezike" (Учимо стране језике)   | serbiska     | 5     | 81    |
| 08 | Malta         | Sophie Debattista                     | "Extra Cute"                                  | engelska     | 11    | 48    |
| 09 | Makedonien    | Zana Aliu                             | "Vljubena" (Вљубена)                          | makedonska   | 15    | 14    |
| 10 | Sverige       | Molly Sandén                          | "Det finaste någon kan få"                    | svenska      | 3     | 116   |
| 11 | Grekland      | Chloe Sofia Boleti                    | "Den peirazei" (Δεν πειράζει)                 | grekiska     | 13    | 35    |
| 12 | Vitryssland   | Andrey Kunets                         | "Noviy den" (Новый день)                      | ryska        | 2     | 129   |
| 13 | Belgien       | Thor!                                 | "Een tocht door het donker"                   | nederländska | 7     | 71    |
| 14 | Kroatien      | Mateo Đido                            | "Lea"                                         | kroatiska    | 10    | 50    |
| 15 | Ryssland      | Tolmachevy Twins                      | "Vesenniy Jazz" (Весенний джаз)               | ryska        | 1     | 154   |

## Poängtabeller
|                                              |               | Resultat |               |          |         |         |         |       |                |         |          |         |         |          |          |    |    |
| Σ                                            | Portugal      | Cypern   | Nederländerna | Rumänien | Ukraina | Spanien | Serbien | Malta | Nordmakedonien | Sverige | Grekland | Belarus | Belgien | Kroatien | Ryssland |    |    |
| D                                            | Portugal      | 22       |               |          |         |         |         | 7     |                | 3       |          |         |         |          |          |    |    |
| D                                            | Cypern        | 58       | 3             |          | 2       | 3       | 5       | 3     |                |         | 3        | 3       | 12      | 6        |          |    | 6  |
| D                                            | Nederländerna | 44       |               |          |         |         |         |       | 5              | 8       |          | 2       |         |          | 8        | 6  | 3  |
| D                                            | Rumänien      | 80       | 6             | 8        | 1       |         | 4       | 12    | 4              | 2       | 6        | 7       | 7       | 3        | 2        | 4  | 2  |
| D                                            | Ukraina       | 58       | 5             | 2        |         | 4       |         | 6     |                | 5       |          |         | 4       | 8        | 1        | 3  | 8  |
| D                                            | Spanien       | 90       | 7             | 5        | 7       | 8       | 6       |       | 3              | 1       | 8        | 8       | 5       | 7        | 7        | 1  | 5  |
| D                                            | Serbien       | 81       | 2             | 4        | 5       | 5       | 7       | 2     |                | 7       | 10       | 4       | 1       | 5        | 5        | 5  | 7  |
| D                                            | Malta         | 48       | 1             | 1        | 3       |         | 1       | 1     | 1              |         | 7        | 5       | 3       | 2        | 4        | 7  |    |
| D                                            | Makedonien    | 14       |               |          |         | 2       |         |       |                |         |          |         |         |          |          |    |    |
| D                                            | Sverige       | 116      | 8             | 7        | 12      | 7       | 8       | 4     | 8              | 10      | 2        |         | 6       | 10       | 10       | 2  | 10 |
| D                                            | Grekland      | 35       |               | 12       |         | 1       |         |       | 7              |         |          |         |         |          | 3        |    |    |
| D                                            | Vitryssland   | 129      | 12            | 6        | 4       | 10      | 10      | 8     | 6              | 12      | 5        | 10      | 8       |          | 6        | 8  | 12 |
| D                                            | Belgien       | 71       | 4             | 3        | 8       | 6       | 3       | 5     | 2              | 6       | 1        | 1       | 2       | 4        |          | 10 | 4  |
| D                                            | Kroatien      | 50       |               |          | 6       |         | 2       |       | 10             |         | 12       | 6       |         | 1        |          |    | 1  |
| D                                            | Ryssland      | 154      | 10            | 10       | 10      | 12      | 12      | 10    | 12             | 4       | 4        | 12      | 10      | 12       | 12       | 12 |    |
| Alla länder tilldelades 12 poäng automatiskt |               |          |               |          |         |         |         |       |                |         |          |         |         |          |          |    |    |

### 12 poäng
Nedan listas antalet tolvor ett land fick av andra länder:
| Nr | Mottagande land | Röstande land                                                       |
| -- | --------------- | ------------------------------------------------------------------- |
| 7  | Ryssland        | Belgien, Kroatien, Rumänien, Serbien, Sverige, Ukraina, Vitryssland |
| 3  | Vitryssland     | Malta, Portugal, Ryssland                                           |
| 1  | Cypern          | Grekland                                                            |
| 1  | Grekland        | Cypern                                                              |
| 1  | Kroatien        | Makedonien                                                          |
| 1  | Rumänien        | Spanien                                                             |
| 1  | Sverige         | Nederländerna                                                       |

- Alla länder fick 12 poäng i början av omröstningen för att undvika att något land skulle hamna på noll poäng.

## Kommentatorer och röstavlämnare

### Kommentatorer
- Belgien - André Vermeulen (VRT), Maureen Louys (RTBF)
- Makedonien - Milanka Rašik (MTV 1)
- Nederländerna - Sipke Jan Bousema (AVRO)
- Ryssland - Olga Shelest (RTR)
- Serbien - Duška Vučinić-Lučić (RTS2)
- Spanien - Fernando Argenta och Lucho
- Sverige - Adam Alsing (TV4)
- Ukraina - Timur Miroshnychenko

### Röstavlämnare
Nedan listas samtliga länders röstavlämnare i startordning.
- Portugal - Joana Galo Costa
- Cypern - George Ioannidies
- Nederländerna - Tess Gaerthe (representerade Nederländerna 2005)
- Rumänien - Andrea Nastase
- Ukraina - Assol
- Spanien - Lucía
- Serbien - Milica Stanišić
- Malta - Jack Curtis
- Makedonien - Dennis Dimoski
- Sverige - Amy Diamond
- Grekland - Alexandros Chountas
- Vitryssland - Liza Anton-Baychuk
- Belgien - Sander Cliquet
- Kroatien - Lorena Jelusić (representerade Kroatien 2005)
- Ryssland - Roman Kerimov

## Album
Junior Eurovision Song Contest 2006: Bucharest-Romania, är ett samlingsalbum ihopsatt av Europeiska radio- och TV-unionen och gavs ut i november 2006. Albumet innehåller alla låtar från 2006 års tävling.
| 1.           | Deixa-me sentir           | Pedro Madeira (Portugal)                       | 2:46  |
| 2.           | Agoria koritsia           | Luis Panagiotou & Christina Christofi (Cypern) | 2:41  |
| 3.           | Goed                      | Kimberly (Nederländerna)                       | 2:46  |
| 4.           | Povestea mea              | New Star Music (Rumänien)                      | 2:31  |
| 5.           | Khlopchyk Rock 'n' Roll   | Nazar Sljusartjuk (Ukraina)                    | 2:48  |
| 6.           | Te doy mi voz             | Dani Fernández (Spanien)                       | 2:45  |
| 7.           | Učimo strane jezike       | Neustrašivi učitelji stranih jezika (Serbien)  | 2:32  |
| 8.           | Extra Cute                | Sophie Debattista (Malta)                      | 2:43  |
| 9.           | Vljubena                  | Zana Aliu (Makedonien)                         | 2:45  |
| 10.          | Det finaste någon kan få  | Molly Sandén (Sverige)                         | 2:42  |
| 11.          | Den peirazei              | Chloe Sofia Boleti (Grekland)                  | 2:48  |
| 12.          | Noviy den                 | Andrey Kunets (Vitryssland)                    | 2:40  |
| 13.          | Een tocht door het donker | Thor! (Belgien)                                | 2:27  |
| 14.          | Lea                       | Mateo Đido (Kroatien)                          | 2:34  |
| 15.          | Vesenniy Jazz             | Tolmachevy Twins (Ryssland)                    | 2:37  |
| Total längd: | Total längd:              | Total längd:                                   | 40:05 |

| 1.           | Deixa-me sentir (Instrumental version)           | Pedro Madeira (Portugal)                       | 2:46  |
| 2.           | Agoria koritsia (Instrumental version)           | Luis Panagiotou & Christina Christofi (Cypern) | 2:41  |
| 3.           | Goed (Instrumental version)                      | Kimberly (Nederländerna)                       | 2:46  |
| 4.           | Povestea mea (Instrumental version)              | New Star Music (Rumänien)                      | 2:31  |
| 5.           | Khlopchyk Rock 'n' Roll (Instrumental version)   | Nazar Sljusartjuk (Ukraina)                    | 2:48  |
| 6.           | Te doy mi voz (Instrumental version)             | Dani Fernández (Spanien)                       | 2:45  |
| 7.           | Učimo strane jezike (Instrumental version)       | Neustrašivi učitelji stranih jezika (Serbien)  | 2:32  |
| 8.           | Extra Cute (Instrumental version)                | Sophie Debattista (Malta)                      | 2:43  |
| 9.           | Vljubena (Instrumental version)                  | Zana Aliu (Makedonien)                         | 2:45  |
| 10.          | Det finaste någon kan få (Instrumental version)  | Molly Sandén (Sverige)                         | 2:42  |
| 11.          | Den peirazei (Instrumental version)              | Chloe Sofia Boleti (Grekland)                  | 2:48  |
| 12.          | Noviy den (Instrumental version)                 | Andrey Kunets (Vitryssland)                    | 2:40  |
| 13.          | Een tocht door het donker (Instrumental version) | Thor! (Belgien)                                | 2:27  |
| 14.          | Lea (Instrumental version)                       | Mateo Đido (Kroatien)                          | 2:34  |
| 15.          | Vesenniy Jazz (Instrumental version)             | Tolmachevy Twins (Ryssland)                    | 2:37  |
| Total längd: | Total längd:                                     | Total längd:                                   | 40:05 |